# Hedepletvinge
Hedepletvinge (Euphydryas aurinia) er en sommerfugl som lever i Europa og Asiens tempererede egnes vådområder. I Danmark var den meget udbredt i det 19. århundrede, men findes nu kun i Nordjylland. Her lever den især i grænseområdet mellem tørre og fugtige områder på næringsfattig bund, fx mellem heder og tørvemoser.

## Beskrivelse
- Hedepletvinge
- △ Hedepletvinge

## Underarter
- Euphydryas aurinia aurinia
- Euphydryas aurinia banghaasi (Seitz, 1908).
- Euphydryas aurinia barraguei (Betz, 1956)
- Euphydryas aurinia beckeri (Lederer, 1853)
- Euphydryas aurinia bulgarica (Fruhstorfer, 1916)
- Euphydryas aurinia debilis Oberthür, 1909
- Euphydryas aurinia ellisoni (Rungs, 1950)
- Euphydryas aurinia laeta (Christoph, 1893)
- Euphydryas aurinia provincialis (Boisduval, 1828)

- Euphydryas aurinia beckeri ♂
- Euphydryas aurinia beckeri ♂  △
- Euphydryas aurinia beckeri ♀
- Euphydryas aurinia beckeri ♀ △

- Euphydryas aurinia debilis ♂
- Euphydryas aurinia debilis ♂  △
- Euphydryas aurinia provincialis ♂
- Euphydryas aurinia provincialis ♂ △

## Livscyklus
Hedepletvinge har i Danmark flyvetid i første halvdel af juni. Larverne overvintrer i et fælles, kompakt silkehylster og er udvoksede i maj, hvor de forpupper sig. Nogle uger senere klækker den voksne sommerfugl.

## Foderplante
Hedepletvinges larve er specielt glad for djævelsbid (Succisa pratensis), men kan også leve af ærenpris eller gedeblad i mangel af bedre.